# 1998 w informatyce
Kalendarium informatyczne 1998 roku
- 9 marca – wydano Yahoo! Pager, rok później przemianowany na Yahoo! Messenger[1].
- 31 marca – Blizzard Entertainment wydał grę komputerową StarCraft[1].
- 25 czerwca – Microsoft wydał system operacyjny Windows 98[1].
- czerwiec – wykryto wirus komputerowy CIH, powszechnie znany jako Czarnobyl[1][2].
- sierpień – na rynku ukazała się seria komputerów iMac firmy Apple[1].
- 4 września – założono przedsiębiorstwo Google[1].
- 27 września – Larry Page i Sergey Brin uruchomili wyszukiwarkę Google[3].
- Twórcy Uniksa Dennis Ritchie i Ken Thompson otrzymali amerykański Narodowy Medal Technologii[4].
- W Polsce uruchomiono program Interkl@sa, wspierający wyposażanie szkół w sprzęt komputerowy, ułatwianie dostępu do Internetu, podnoszenie kwalifikacji nauczycieli informatyki oraz promowanie wdrażania nowych technologii w edukacji[5].